# انسان بیدار (فیلم ۱۹۸۴)
انسان بیدار (به هندی: Jaag Utha Insan) فیلمی محصول سال ۱۹۸۴ و به کارگردانی کاسیناتونی ویسوانتاست. در این فیلم بازیگرانی همچون میتون چاکرابورتی، سری دوی، راکیش روشن، سوجیت کومار، دون ورما ایفای نقش کرده‌اند.